# Roland Bhola

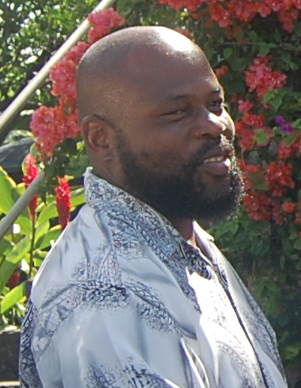
Roland Bhola (2012)

Roland Bhola (* 5. September 1967) ist ein Politiker aus Grenada. Er ist Mitglied der New National Party.
Bhola besuchte die La. Poterie Pre-Primary School und die Tivoli R. C. Primary School. Später wechselte er auf die Mt. Rose Seventh Day Adventist Secondary Comprehensive School.
Er war seit 2003 Mitglied des Senats. Nach seinem Erfolg bei den Parlamentswahlen 2003 bekleidete er mehrfach das Amt des Sportministers.